# Le Cantique des cantiques (Moreau)
«  La Sulamite (Moreau) » redirige ici. Pour les autres significations, voir La Sulamite et Sulamite.
Pour les articles homonymes, voir Cantique des cantiques (homonymie).
Le Cantique des cantiques (ou La Sulamite) est un tableau de Gustave Moreau peint en 1853 et conservé au musée des Beaux-Arts de Dijon. Il s'agit d'une des premières œuvres de salon de Gustave Moreau et l'influence de Théodore Chassériau y est patente. Le sujet choisi est assez original mais l'œuvre passe inaperçue du vivant de l'artiste. Elle représente une femme dans une torpeur mélancolique face à l'agression qu'elle subit de la part de gardes enivrés.

## Historique
Cette œuvre fait partie des premiers envois de Gustave Moreau, après que celui-ci a renoncé à concourir pour le prix de Rome,. Elle lui est commandée le 22 novembre 1852 par l'État pour la somme de 2 000 F grâce à Laisné, un parent de Moreau et directeur du ministère de l'Intérieur,,. Un certain inspecteur Dubois se rend à l'atelier le 15 avril 1853, mais sans voir le peintre qui est absent. Il peut néanmoins voir le Cantique des cantiques qui est déjà terminé. Il propose alors au ministre de lui envoyer un acompte de la moitié de la somme prévue avant que celui-ci ne l'expose. Un premier acompte est donc versé le 22 avril 1853 d'un montant de 1 000 F puis Moreau perçoit les 1 000 F restants le 27 juin 1853. L'œuvre est ensuite envoyée au musée des Beaux-Arts de Dijon.

## Description
Cette toile est d'un format conséquent puisqu'elle mesure 3 mètres par 3,19 mètres, ce qui est rare chez Moreau, habitué à des formats moins monumentaux,. Le paysage est presque absent, il ne se manifeste que par une sorte de colline et une muraille qui apparaît à droite de la composition. L'atmosphère est crépusculaire, avec des nuages gris et blancs. Les personnages occupent donc l'essentiel de l'espace avec trois hommes debout, deux assis et une femme entre eux. La femme, vêtue de blanc et de jaune, détourne le regard et reste inerte tandis que les trois soldats debout, vêtus de teintes plus sombres, sont agressifs envers elle et la touchent,. Quant aux deux hommes en contrebas, ils la raillent,,. Les accords de couleurs sont assez sourds avec un blanc cassé et un jaune éteint pour la robe de la femme et des tuniques ocre-orangé, lie-de-vin et rouge-brun pour les soldats. Ce caractère terne est compensé par une certaine abondance de bijoux. 
L'ensemble de la composition est structuré de façon pyramidale avec pour sommet le voile saisi par le soldat. Ce type de structure est typique du romantisme et cela vient mettre davantage en tension la femme et les soldats dont le contraste était déjà très prononcé à la fois sur le plan chromatique, et sur celui des attitudes opposant une femme douce et fragile à des hommes brutaux. Cependant cette composition peut aussi être étudiée comme une structure circulaire dans laquelle chaque personnage, pouvant à peine se tenir debout, se tient à l'autre en partant du personnage de droite jusqu'à la coupelle de vin. Dans ce cas les cinq hommes semblent effectuer une danse circulaire et la coupelle de vin rappelle leur état d'ivresse.

## Sources d'inspiration

### La Bible
L'œuvre dépeint un épisode du Cantique des cantiques d'où elle tire son nom. Le verset indiqué par Moreau dans le livret du Salon de 1853 est le verset 8, mais il s'est vraisemblablement trompé car c'est en réalité le verset 7 qu'il illustre. 
Les gardes qui font la ronde dans la ville m’ont rencontrée ;

ils m’ont frappée, ils m’ont blessée ;

ils m’ont enlevé mon voile, les gardes des murs.
— Bible Segond 1910/Cantique des cantiques 5,7
De fait, la muraille est peu présente et ce sont véritablement les personnages qui occupent l'essentiel de la composition. En dépit du thème qu'elle traite, cette œuvre n'entre pas dans la catégorie des peintures religieuses : en effet, bien qu’extraite de la Bible, la scène que Moreau donne à voir est une scène de beuverie suivie d'un viol, ce qui ne saurait convenir à une peinture d'église.

### Théodore Chassériau

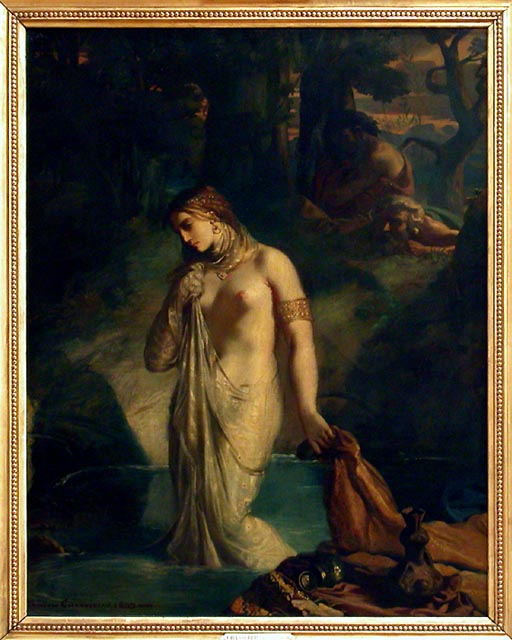
Théodore Chassériau, Suzanne au bain, 1839, Paris, musée du Louvre.

Gustave Moreau est l'élève du peintre néoclassique Picot, néanmoins cette œuvre laisse apparaître une véritable sensibilité romantique. En effet, après ses deux échecs au prix de Rome, Gustave Moreau avait rencontré Delacroix — le plus célèbre représentant du romantisme — qui habitait à proximité du domicile de ses parents. Mais Moreau avait surtout une admiration toute particulière pour Théodore Chassériau. C'est d'ailleurs en voyant les peintures de ce peintre à la Cour des comptes qu'il dit à son père « Je rêve de créer un art épique qui ne soit pas d'école ». Lorsque Moreau s'installe dans le quartier de la Nouvelle Athènes en 1852, son atelier est proche de celui de Chassériau (avenue Frochot) et les deux hommes deviennent amis intimes. Moreau mène alors une véritable vie de dandy, allant à l'opéra et aux salons de la Nouvelle Athènes, bien loin de la réputation de « mystique enfermé, en plein Paris, dans une cellule où ne pénètre même plus le bruit de la vie contemporaine » que lui donne Huysmans à la fin de sa vie,,.
Cette admiration a un très fort impact sur les premières œuvres de Moreau, notamment le Cantique de cantiques, mais également la Mort de Darius présentée la même année ou encore Les Athéniens livrés au Minotaure dans le labyrinthe de Crète, présentée à l'Exposition universelle de 1855,,. La Suzanne au bain de Chassériau semble avoir fortement influencé la représentation de la Sulamite. La femme de l'œuvre de Moreau partage en effet le même visage gracieux et ovale et ces mêmes yeux pudiquement baissés. Mais il n'y a pas que les yeux qui sont baissés, le cou marque également une légère torsion, donnant à cette figure un air introspectif à la fois présent dans l'œuvre de Moreau et celle de Chassériau. Cette torsion du cou est d'ailleurs typique des œuvres de Chassériau des années 1840. Mais cet air introspectif et pudique est contrebalancé par un déhanchement et un goût pour la parure, ce qui était très fréquent chez Chassériau et le sera également chez Moreau,. On sait par ailleurs que Moreau a dû voir la Suzanne au bain puisqu'elle était encore dans l'atelier de Chassériau à sa mort en 1856.
Lors de l'exposition La Sulamite dévoilée, genèse du Cantique des Cantiques de Gustave Moreau, qui a eu lieu de 2011 à 2012 au musée des Beaux-Arts de Dijon, la Suzanne au bain de Chassériau a été présentée à côté du tableau de Moreau et de ses esquisses préparatoires, ce qui donne la mesure de l'importance de cette œuvre dans la création du Cantique des cantiques.

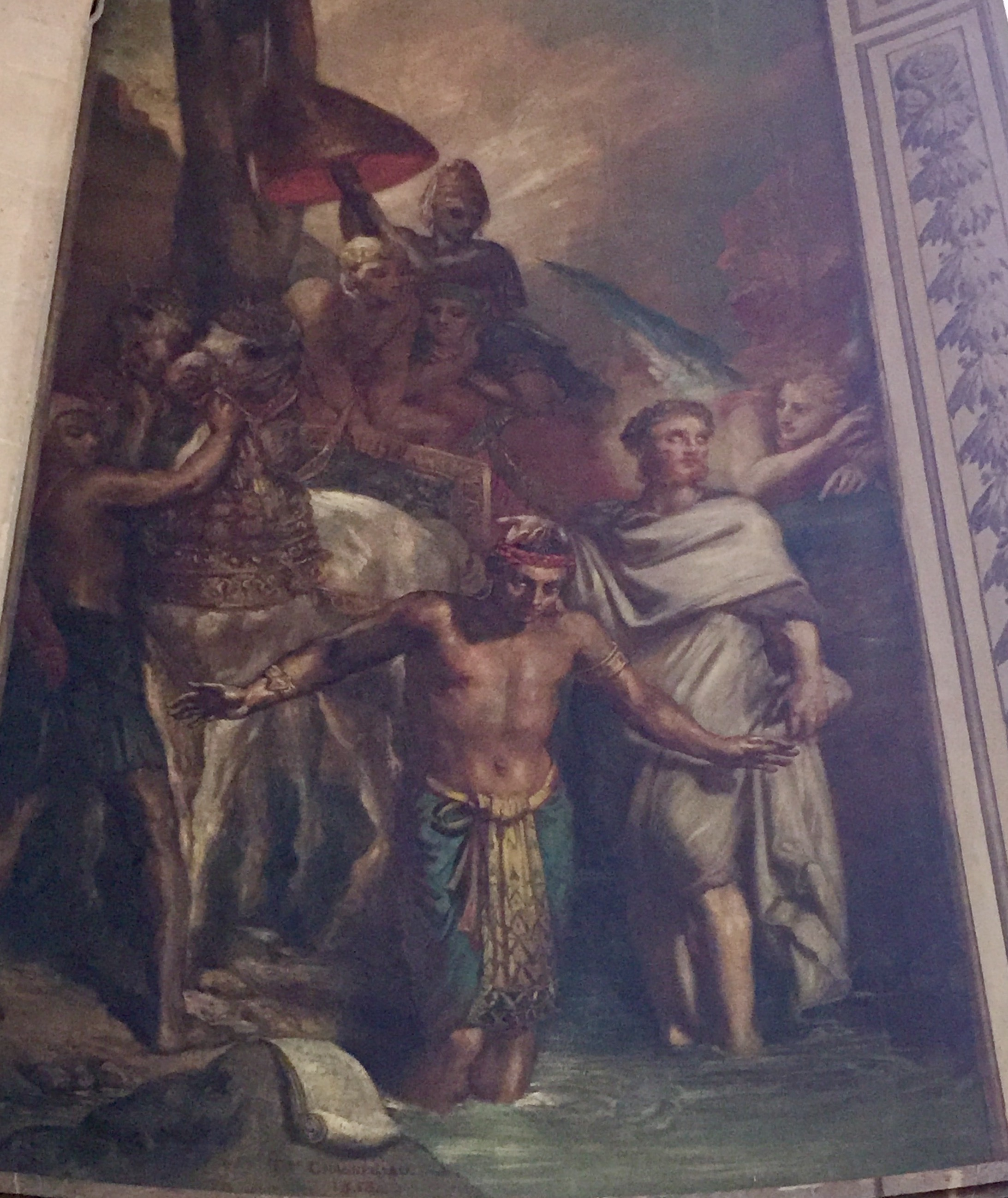
Théodore Chassériau, Saint Philippe baptisant l'eunuque de la reine d'Ethiopie, 1853, Paris, église Saint-Roch.

L'influence de Chassériau se ressent également dans les figures masculines dont on pourrait rapprocher l'attitude de celle des soldats romains dans Groupe de soldats romains jouant aux dés la tunique du Christ. Leur silhouette orientale avec un fort emploi de bijoux peut se retrouver dans les peintures de Chassériau de l'église Saint-Roch.

## Interprétation

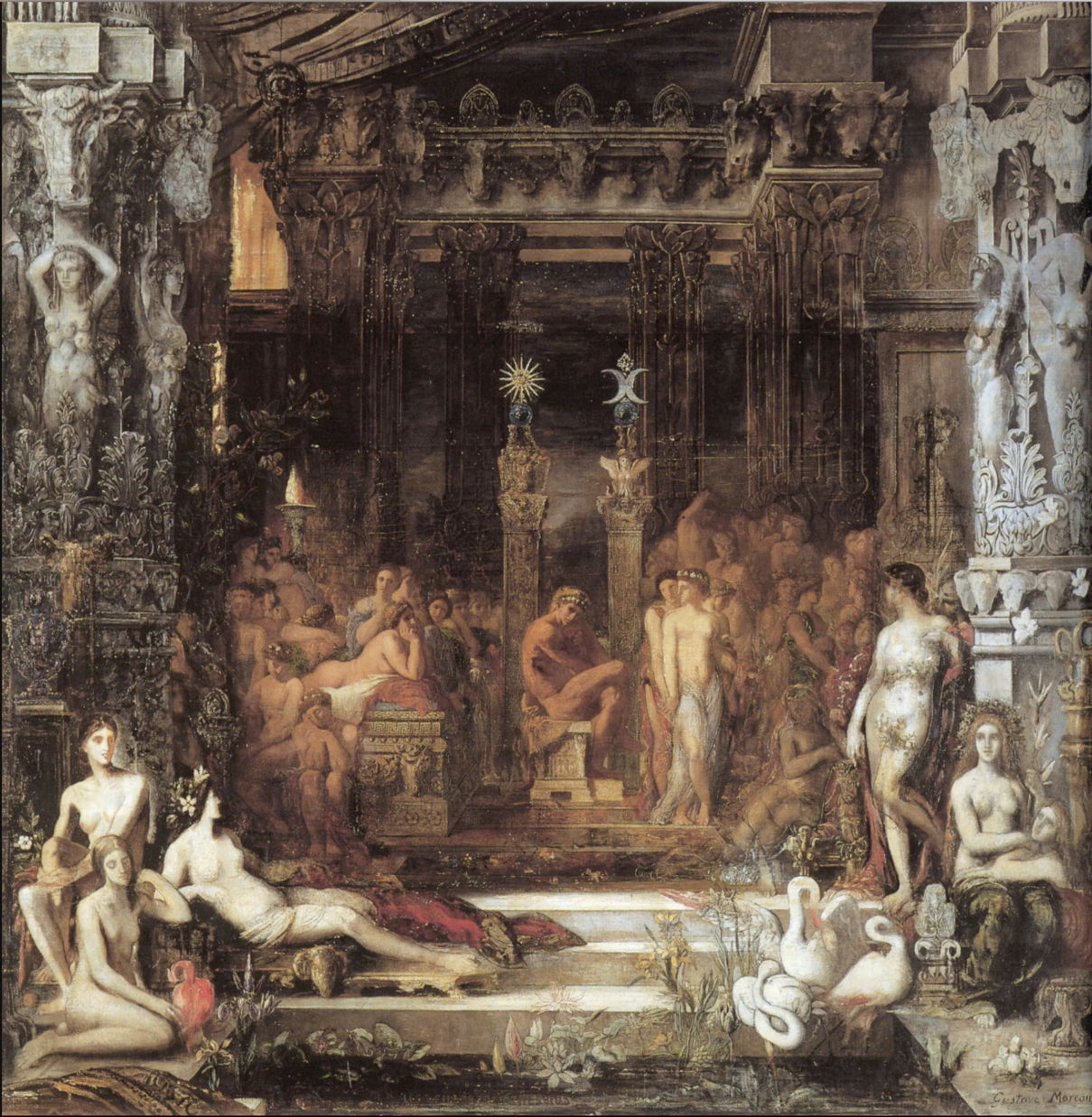
Gustave Moreau, Les Filles de Thespius, 1853-1882, Paris, musée Gustave Moreau.

Ce sujet est très rarement traité et son interprétation violente est particulièrement audacieuse. Ce n'est pas le seul sujet de ce type que Moreau traite : il aborde par exemple Les Filles de Thespius, qui est lui aussi un thème très peu traité car jugé scabreux. Pourtant, chaque fois que Moreau traite un sujet réputé scabreux, il le peint chastement. Dans Les Filles de Thespius, Hercule est immobile et triste ; ici, la Sulamite se trouve également dans une torpeur mélancolique,.

## Réception critique
Jean-Louis Vaudoyer disait de cette œuvre : « Elle a l'air d'une réplique d'un Chassériau perdu ». C'est de cette manière que l'œuvre a été reçue par l'ensemble de la critique : elle est donc passée inaperçue face à des œuvres bien plus scandaleuses pour la sensibilité de l'époque comme les Baigneuses de Courbet, présentées au même Salon,. Théophile Gautier remarque néanmoins l'œuvre, et s'étonne de voir tant de romantisme dans une toile d'un élève de Picot. Il dit : « Chose singulière, M. Gustave Moreau est élève de M. Picot qui doit être aussi étonné d'avoir produit un pareil disciple qu'une poule qui a couvé des œufs de cane et voit les petits poussins, aussitôt la coquille brisée, s'aller jeter dans la mare voisine ».

### Sources utilisées dans l'article
- [Alves da Costa Junior 2010] (pt + fr) Martinho Alves da Costa Junior, « A presença de Chassériau em Moreau », Revista de História da Arte e Arqueologia,‎ 2010 (lire en ligne).
- [Deshairs & Laran] Léon Deshairs et Jean Laran, L'art de notre temps : Gustave Moreau, Paris, s.d. (lire en ligne).
- [Dottin-Orsini 2004] Mireille Dottin-Orsini, « Femmes peintes, femmes (d)écrites : le cas Gustave Moreau », dans Andrée Mansau, Des femmes : images et écritures, Toulouse, Presses universitaires du Mirail, 2004 (ISBN 2-85816-697-8, SUDOC 077585542).
- [Lacambre 1997] Geneviève Lacambre, Gustave Moreau : Maître Sorcier, Paris, Gallimard et Réunion des musées nationaux, 1997 (ISBN 2-07-053388-3, SUDOC 004107926).
- [Lacambre et al. 1998] Geneviève Lacambre, Douglas W. Druick, Larry J. Feinberg et Susan Stein, Gustave Moreau 1826-1898, Tours, Réunion des musées nationaux, 1998 (ISBN 2-7118-3577-4, SUDOC 011194642).
- [Mathieu 1994] Pierre-Louis Mathieu, Gustave Moreau, Paris, Flammarion, 1994 (ISBN 2-08-011743-2, SUDOC 003740641).
- [Mathieu 1998] Pierre-Louis Mathieu, Gustave Moreau : L'assembleur de rêves, Courbevoie, ACR Édition, 1998, 192 p. (ISBN 2-86770-115-5, SUDOC 046817417).
- [Renan 1900] Ary Renan, Gustave Moreau : 1826-1898, Paris, Gazette des beaux-arts, 1900 (lire en ligne).

### Lectures complémentaires
- Sophie Barthélémy et Matthieu Gilles, La Sulamite dévoilée : genèse du Cantique des Cantiques de Gustave Moreau, Gourcuff Gradenigo, 2011 (ISBN 978-2-35340-114-7 et 2-35340-114-7, OCLC 745333169, BNF 42537236).
- « Arrêt sur… Gustave Moreau, Le Cantique des cantiques », Dossier de l'art,‎ 10 mai 2019, p. 56.